# St. Michael (Riedhausen)

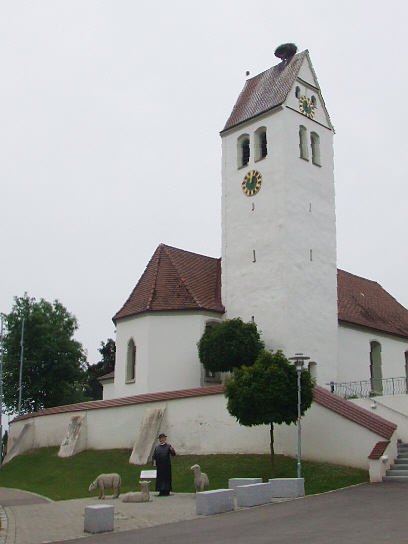
St. Michael in Riedhausen

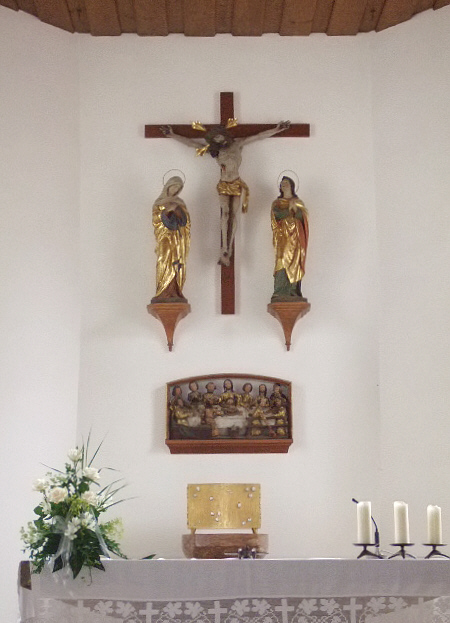
Altarraum

Die römisch-katholische Pfarrkirche St. Michael steht in Riedhausen, einer Gemeinde im Landkreis Ravensburg in Baden-Württemberg. Die Kirchengemeinde gehört zum Dekanat Saulgau in der Diözese Rottenburg-Stuttgart. Das Bauwerk ist beim Landesamt für Denkmalpflege Baden-Württemberg als Baudenkmal eingetragen.

## Beschreibung
Die im Kern mittelalterliche Saalkirche, die mehrfach verändert wurde, besteht aus einem Langhaus, einem eingezogenen, dreiseitig geschlossenen Chor im Osten, einem Chorflankenturm an der Nordwand und der Sakristei an der Südwand des Chors. Der Chorflankenturm wurde aufgestockt, um die Turmuhr und den Glockenstuhl unterzubringen, und quer mit einem Satteldach bedeckt.
Zur Kirchenausstattung gehören mehrere hölzerne Statuen aus dem 14.–19. Jahrhundert, darunter eine um 1380 entstandene sitzende Muttergottes. Ein Relief mit der Darstellung des Abendmahls Jesu stammt aus dem frühen 16. Jahrhundert. Die Orgel wurde 1928 als Opus 97 von der Reiser Orgelbau errichtet.